# Dirck Helmbreker
Dirck Helmbreker, także Theodor Helmbreker (ur. 1633 w Haarlemie, zm. wczesnym latem 1696 w Rzymie) – holenderski malarz i rysownik barokowy, zaliczany do Bambocciantich.
Był synem organisty harlemskiego kościoła św. Bawo, studiował u malarza Pietera de Grebbera. W 1652 wstąpił do gildii św. Łukasza, jednak rok później wyjechał przez Niemcy i Szwajcarię do Włoch. W 1659 osiadł w Rzymie, gdzie związał się z grupą malarzy pochodzenia holenderskiego i flamandzkiego znanych pod nazwą Bamboccianti. Malował sceny rodzajowe z życia nizin społecznych pod wyraźnym wpływem Pietera van Laera. Zaliczany jest do późnego pokolenia bambocciantów, gdyż jego prace inspirowane były też klasycyzmem. Artysta malował również sceny religijne i pejzaże.
Dirck Helmbreker cieszył się wielkim uznaniem w Rzymie, a jego prace były poszukiwane i kupowane przez rzymskich i florenckich koneserów malarstwa m.in. kardynała Flavio Chigi i rodzinę Colonna.